# Scapania apiculata
Scapania apiculata ist eine Lebermoosart der Ordnung Lophoziales. 

## Merkmale
Die Pflanzen sind drei bis fünf Millimeter lang und gelbgrün. Die Blätter sind bis zur Hälfte geteilt in zwei ganzrandige, zugespitzte Blattlappen. Der Blattkiel ist gerade oder gebogen. Die Laminazellen haben starke, dreieckige Eckverdickungen. Jede Zelle enthält fünf bis acht Ölkörper. Die Brutkörper sind rotbraun, einzellig und entstehen an den Blattzipfeln und der Spitze flagellenartiger Triebe.

## Verbreitung und Standorte
Die Art hat subarktisch-montane Verbreitung und ist auf Europa beschränkt. In Deutschland kommt sie in den Berchtesgadener und Bayerischen Alpen sowie im Allgäu vor. Sie wächst auf morschem Nadelholz.

## Belege
- Jan-Peter Frahm, Wolfgang Frey, J. Döring: Moosflora. 4., neu bearbeitete und erweiterte Auflage (UTB für Wissenschaft, Band 1250). Ulmer, Stuttgart 2004, ISBN 3-8001-2772-5 (Ulmer) & ISBN 3-8252-1250-5 (UTB).